# Universidade de Hargeisa

Universidade de Hargeisa

A Universidade de Hargeisa (UOH) é uma universidade pública localizada em Hargeisa, capital da Somalilândia, uma república autodeclarada que é reconhecida internacionalmente como uma região autónoma da Somália. A instituição foi fundada em 2000. Possui mais de 4.600 alunos, e opera em um sistema de quatro a seis anos de estudo.
Em 2011, a universidade possuía nove faculdades e institutos: Faculdade de Ciência e Tecnologia, Faculdade de Arquitetura e Urbanismo, Faculdade de Administração de Empresas, Faculdade de Estudos Islâmicos, Faculdade de Direito, Faculdade de Medicina, Faculdade de TIC e Educação a Distância, Faculdade de Educação, Instituto de Estudos sobre Paz e Conflitos.